# Vojenská záslužná medaile (Rakousko)
Vojenská záslužná medaile (německy Militär-Verdienstmedaille; maďarsky Katonai Érdemérem) známá také jako Signum laudis, byla rakouské záslužné vyznamenání. Založil ho 12. března 1890 rakouský císař František Josef I. a byla udělována za vojenské zásluhy ve válce i v míru.

## Vzhled vyznamenání
Odznakem je zlatá, stříbrná či bronzová medaile, převýšená císařskou korunou. Na aversu je znázorněna hlava Františka Josefa, okolo níž se vine nápis FRANCISCUS JOS. I. D. G. IMP. AUST. REX BOH. ETC. ET REX.APOST.HUNG. (František Josef I. z Boží milosti císař rakouský, král český atd. a král uherský). Na zadní straně je nápis SIGNUM LAUDIS (Odznak pochvaly) obklopený vavřínovo-dubovým věncem. Při druhém udělení byla medaile stříbrná. Zanikla s pádem rakousko-uherského mocnářství v roce 1918.
V letech 1917 a 1918 se udělovala jiná verze medaile, a to s poprsím Karla I., přičemž medaile nebyla převýšena jednou korunou, ale hned dvěma - rakouskou a uherskou na vavřínové a dubové ratolesti.

## stupně Vojenské záslužné medaile
Vojenská záslužná medaile měla zpočátku jediný stupeň reprezentovaný bronzovou medailí, postupem času se začaly rozlišovat 3 stupně. Zde jsou uvedeny vzestupně:
- německy Militär-Verdienstmedaille – bronzová. V prosinci 1916 byly jako vyšší stupeň vyznamenání ve válečných časech na stuhu doplněny zkřížené meče.

- německy Militär-Verdienstmedaille – stříbrná. Stříbrná verze vznikla 26. března 1911 a byla udělována těm, kteří již v minulosti obdrželi předchozí stupeň. Zpočátku stříbrná verze nahrazovala verzi původní, ale od dubna 1914 již bylo přípustné nosit oba tyto řády spolu.

- německy Große Militär-Verdienstmedaille – zlatá medaile zvaná též Velký Signum Laudis. Tato verze byla udělena pouze třicetkrát. Dvacetosm nositelů byli důstojníci v generálské hodnosti, dalšími dvěma nositeli byli letecké eso Gottfried von Banfield a kryptolog Hermann Pokorny. Zatímco bronzová a stříbrná Vojenská záslužná medaile byla určena jen pro Rakousko-Uhersko, tzv. Velký Signum Laudis byl udělen deseti cizincům – devíti německým generálům a jednomu generálu osmanskému.

## Známí nositeléSignum Laudis
- rakouský císař Karel I. – nekorunovaný poslední český král
- arcivévoda Evžen Rakousko-Těšínský – polní maršál
- arcivévoda Bedřich Rakousko-Těšínský – polní maršál
- Eugen Beyer – rakousko-uherský důstojník, později rakouský a německý generál
- Eduard von Böhm-Ermolli – polní maršál
- Svetozar Boroëvić von Bojna - polní maršál
- Franz Conrad von Hötzendorf – polní maršál, náčelník generálního štábu
- Engelbert Dollfuss - rakousko-uherský důstojník, později rakouský kancléř
- Hermann Kövess von Kövessháza – poslední vrchní velitel rakousko-uherské armády
- Alexander Löhr – rakousko-uherský důstojník, později velitel rakouského letectva a poté generál německé Luftwaffe
- Artur Phleps – rakousko-uherský důstojník, později Obergruppenführer Waffen SS.
- Miklós Horthy - rakousko-uherský admirál, později regent Maďarského království
- Stefan Sarkotić - rakousko-uherský generál chorvatského původu
- Mieczysław Smorawiński – rakousko-uherský důstojník, později generál polské armády, zavražděn v Katyni
- Józef Zając – důstojník Polské legie, později polský generál
- Georg Ludwig von Trapp – rakousko-uherský námořní důstojník
- Gottfried von Banfield - rakousko-uherský námořní pilot
- Hermann Pokorny - kryptolog

Nositelé nepocházející z Rakouska-Uherska
- Erich Ludendorff – německý generál
- Erich von Falkenhayn – německý generál
- Paul von Hindenburg – německý polní maršál, později prezident Výmarské republiky
- Mustafa Kemal Atatürk – plukovník osmanské říše, poté zakladatel Turecké republiky

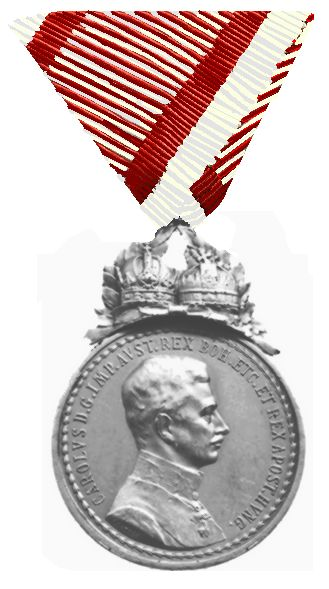
Vojenská záslužná medaile s poprsím Karla I.
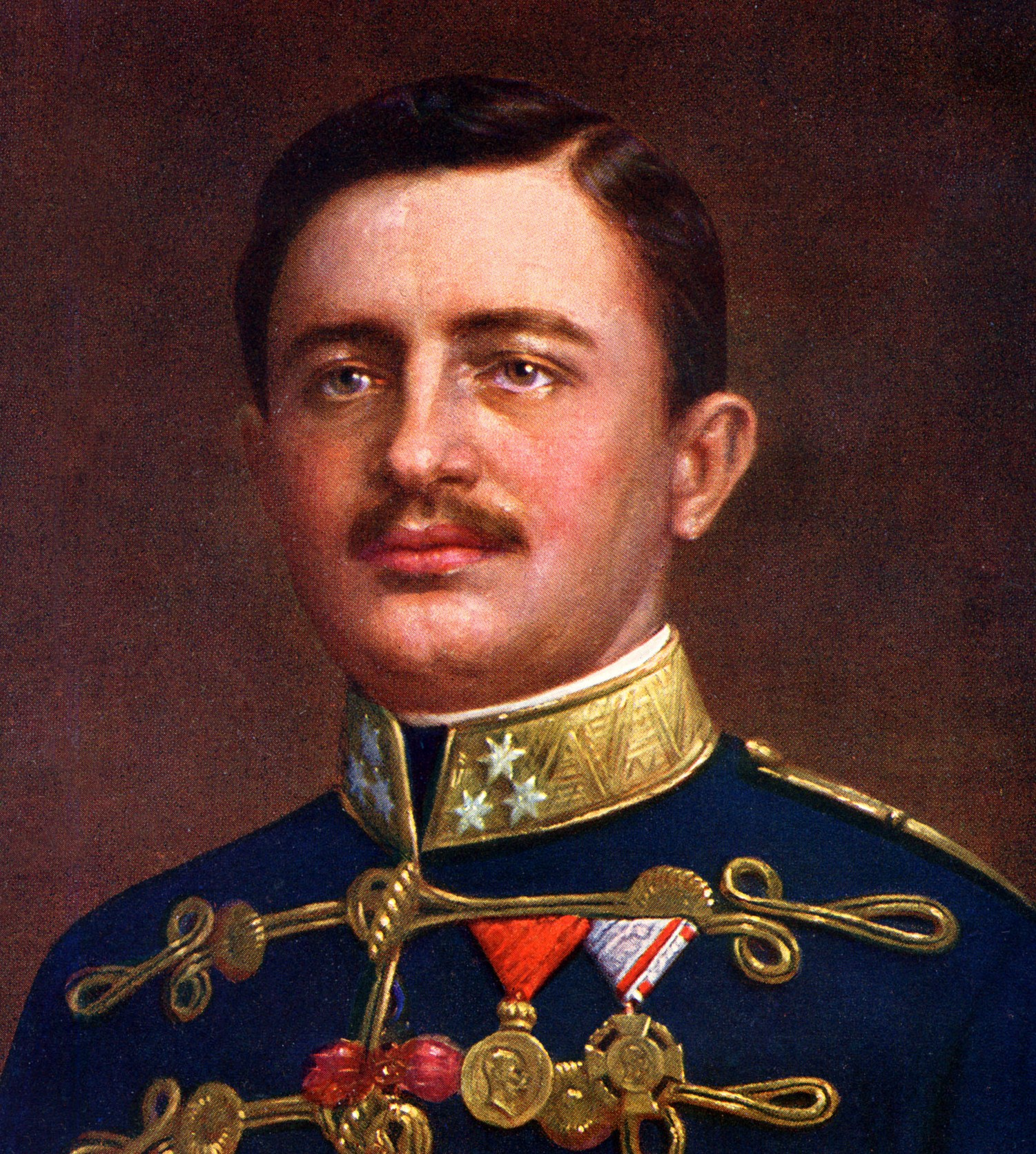
pozdější císař Karel I. s řádem Zlatého rouna (první zleva), vojenskou záslužnou medailí a Vojenským jubilejním křížem
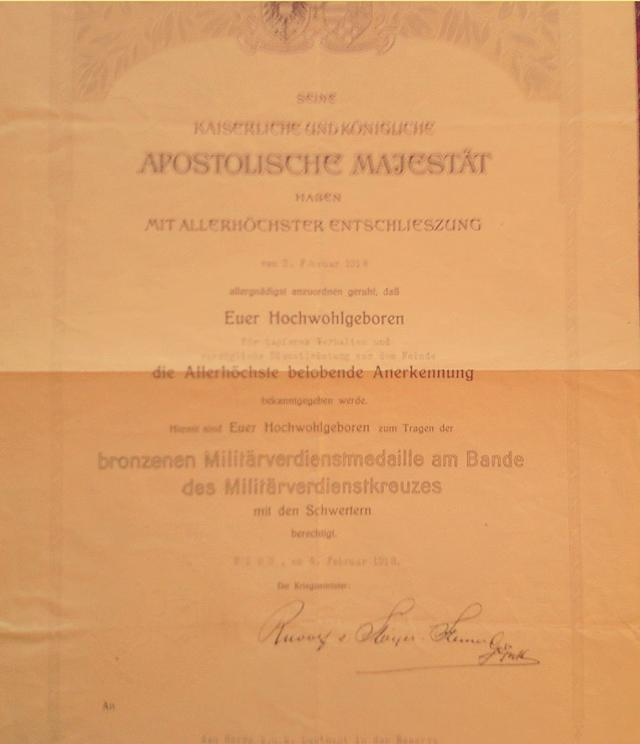
Listina s udělením Vojenské záslužné medaile